# Invisible (Marcela Morelo)
Invisible è un album della cantautrice pop argentina Marcela Morelo, pubblicato nel 2003 dall'etichetta discografica RCA.
Il disco è stato prodotto da Rodolfo Lugo, che ha collaborato alla scrittura di tutte le tracce dell'album insieme alla Morelo.

## Tracce
CD (RCA 8287651947-2 / EAN 0828765194723)
Testi e musiche di Marcela Morelo, Rodolfo Lugo.
1. Invisible – 4:40
2. Sin un beso – 4:27
3. Los amantes – 4:11
4. Ben día – 3:27
5. Dulce espera – 4:12
6. Déjame quererte – 3:51
7. Dame una mano – 3:59
8. Tienes arte – 4:20
9. Risa dorada – 3:59
10. El río va – 3:45

Durata totale: 40:51